# Grammoptera baudii
Grammoptera baudii är en skalbaggsart. Grammoptera baudii ingår i släktet Grammoptera och familjen långhorningar.

## Underarter
Arten delas in i följande underarter:
- G. b. baudii
- G. b. pistacivora